# ألعاب القوى في الألعاب الأولمبية الصيفية 2020 – سباق 4 × 100 متر تتابع للسيدات
حدث سباق تتابع السيدات 4 × 100 متر في الألعاب الأولمبية الصيفية 2020 في 5 و6 أغسطس 2021 في ملعب اليابان الوطني. شارك 16 فريقاً متنافساً في التتابع، مع كل فريق يضم 5 أعضاء يتم اختيار 4 منهم في كل جولة.

## الخلفية
كانت هذه هي المرة 22 لظهور الحدث، وقد ظهرت في كل الأولمبياد منذ إدخال ألعاب القوى للسيدات في 1928.

## التأهيل
A لجنة أولمبية وطنية (NOC) يمكن أن تؤهل فريق تتابع مكون من 5 رياضيين بإحدى ثلاث طرق. تأهل مجموع 16 لجنة أولمبية وطنية.
- تأهلت أعلى 8 لجان أولمبية وطنية في بطولة العالم لألعاب القوى 2019 بفريق تتابع.
- تأهلت أعلى 8 لجان أولمبية وطنية في تتابعات العالم لألعاب القوى 2021 بفريق تتابع.
- عندما تحتل لجنة أولمبية وطنية المرتبة الأعلى 8 في كل من بطولتي العالم 2019 وتتابعات العالم 2021، يتم تخصيص مكان الحصة إلى قائمة التصنيف العالمي اعتبارًا من 29 يونيو 2021. في هذه الحالة، قامت 2 فرق بذلك، لذا هناك 2 أماكن متاحة من خلال التصنيف العالمي.

كانت فترة التأهل في الأصل من 1 مايو 2019 حتى 29 يونيو 2020. ونظرًا لـجائحة فيروس كورونا، تم تعليق الفترة من 6 أبريل 2020 حتى 30 نوفمبر 2020، مع تمديد تاريخ الانتهاء إلى 29 يونيو 2021. يمكن تحقيق معايير التأهل الزمنية في لقاءات متعددة خلال الفترة المحددة بشرط أن تكون معتمدة من الاتحاد الدولي لألعاب القوى (IAAF). تُعد اللقاءات الداخلية والخارجية مؤهلة على حد سواء. ويمكن احتساب أحدث بطولات المناطق ضمن التصنيف، حتى وإن لم تكن ضمن فترة التأهل.

## صيغة المسابقة
استمر الحدث في استخدام صيغة الجولتين التي تم تقديمها في 2012.

## الأرقام القياسية
قبل هذه المنافسة، كانت الأرقام القياسية العالمية والأولمبية والإقليمية الموجودة كما يلي.
| الرقم القياسي العالمي  | تيانا ماديسون، أليسون فيليكس، بيانكا نايت، كارميليتا جيتر (USA)              | 40.82 | لندن، المملكة المتحدة | 10 أغسطس 2012 |
| الرقم القياسي الأولمبي | تيانا ماديسون، أليسون فيليكس، بيانكا نايت، كارميليتا جيتر (الولايات المتحدة) | 40.82 | لندن، المملكة المتحدة | 10 أغسطس 2012 |

| المنطقة                                                 | الوقت بالثواني | المتنافسات                                                              | البلد            |
| ------------------------------------------------------- | -------------- | ----------------------------------------------------------------------- | ---------------- |
| إفريقيا (الأرقام القياسية)                              | 42.39          | بياتريس أوتوندو فايث إيديهن كريستي أوبارا-تومسون ماري أونيالي-أوماغبيمي | نيجيريا          |
| آسيا (الأرقام القياسية)                                 | 42.23          | شياو لين لي يالي ليو شياومي لي زوميي                                    | الصين            |
| أوروبا (الأرقام القياسية)                               | 41.37          | سيلكه غلاديش سابينه ريغر إنغريد أورسفالد مارليس غور                     | ألمانيا الشرقية  |
| North، Central America and Caribbean (الأرقام القياسية) | 40.82 WR       | تيانا ماديسون أليسون فيليكس بيانكا نايت كارميليتا جيتر                  | الولايات المتحدة |
| أوقيانوسيا (الأرقام القياسية)                           | 42.99          | رايتشل ماسي سوزان برودريك جودي لامبرت ميليندا جينسفورد-تايلور           | أستراليا         |
| أمريكا الجنوبية (الأرقام القياسية)                      | 42.29          | إيفلين دوس سانتوس آنا كلوديا سيلفا فرانسشيلا كراسوتشكي روزانجيلا سانتوس | البرازيل         |

تم تحقيق الأرقام القياسية الوطنية التالية خلال المنافسة:
| البلد           | المتنافسات                                                          | الجولة | الوقت | ملاحظات |
| --------------- | ------------------------------------------------------------------- | ------ | ----- | ------- |
| بريطانيا العظمى | أشا فيليب، إيماني لارا لانسيكو، دينا آشر سميث، داريل نيتا           | Heats  | 41.55 |         |
| إيطاليا         | إيرين سيراغوسا، غلوريا هووبر، آنا بونجورني، فيتوريا فونتانا         | Heats  | 42.84 |         |
| الإكوادور       | ماريزول لاندازوري، أناهي سواريز، يوليانا أنغيلو، أنجيلا تينوريو     | Heats  | 43.69 |         |
| سويسرا          | ريكاردا ديتشه، أيجلا ديل بونتي، موجينجا كامبوندجي، سالومي كورا      | Heats  | 42.05 |         |
| الدنمارك        | ماتيلد كرامر، أستريد جلينر-فراندسن، إيما بيتير بوميه، إيدا كارستوفت | Heats  | 43.51 |         |
| جامايكا         | برينا وليامز، إلين ثومبسون، شيلي آن فريزر، شيريكا جاكسون            | Final  | 41.02 |         |

## الجدول الزمني
جميع الأوقات هي توقيت اليابان (UTC+9)
سباق تتابع السيدات 4 × 100 متر جرى على مدار يومين متتاليين.
| التاريخ              | الوقت | الجولة   |
| -------------------- | ----- | -------- |
| الخميس، 5 أغسطس 2021 | 9:00  | الجولة 1 |
| الجمعة، 6 أغسطس 2021 | 19:50 | النهائي  |

## النتائج

### التصفيات
قواعد التأهل: أول 3 في كل تصفية (Q) وأسرع 2 من الباقين (q) يتأهلون إلى النهائي

#### السباق 1
| الترتيب | الحارة | البلد            | المتنافسات                                                     | التفاعل | الوقت | ملاحظات |
| ------- | ------ | ---------------- | -------------------------------------------------------------- | ------- | ----- | ------- |
| 3       | 5      | بريطانيا العظمى  | أشا فيليب، إيماني لارا لانسيكو، دينا آشر سميث، داريل نيتا      | 0.132   | 41.55 | NR، Q   |
| 2       | 4      | الولايات المتحدة | جيفيان أوليفر، تيهنا دانيلز، إنجلش غاردنر، أليا هوبز           | 0.140   | 41.90 | SB، Q   |
| 1       | 6      | جامايكا          | برينا وليامز، ناتاشا موريسون، ريمونا برشيل، شيريكا جاكسون      | 0.180   | 42.15 | SB، Q   |
| 4       | 3      | فرنسا            | كارول زاهي، أورلان أمبيسا-دزانغي، جيميما جوزيف، سينثيا ليدوك   | 0.156   | 42.68 | SB، q   |
| 5       | 2      | هولندا           | نادين فيسر، دافني شيبرز، ماريه فان هونينستين، نايومي سيدني     | 0.151   | 42.81 | SB، q   |
| 6       | 9      | إيطاليا          | إيريني سيراجوزا، غلوريا هووبر، آنا بونجورني، فيكتوريا فونتانا  | 0.143   | 42.84 | NR      |
| 7       | 8      | اليابان          | هاناي أوياما، مي كوداما، أمي سايتو، ريمي تسروتا                | 0.145   | 43.44 | SB      |
| 8       | 7      | الإكوادور        | ماريزول لاندازوري، أناهي سواريز، يولينا أنغولو، أنجيلا تينوريو | 0.141   | 43.69 | NR      |

#### السباق 2
| الترتيب | الحارة | البلد            | المتنافسات                                                               | التفاعل | الوقت | ملاحظات |
| ------- | ------ | ---------------- | ------------------------------------------------------------------------ | ------- | ----- | ------- |
| 1       | 7      | ألمانيا          | ريبيكا هاس، ألكساندرا بورغهارت، تاتيانا بينتو (عداء)، جينا لوكنكيمبر     | 0.216   | 42.00 | SB، Q   |
| 2       | 6      | سويسرا           | ريكاردا ديتشي، أيلا ديل بونتي، موجينجا كامبوندجي، سالومي كورا            | 0.166   | 42.05 | NR، Q   |
| 3       | 3      | الصين            | ليانغ شياوجينغ، جي مانكي، هوانغ جوفين، وي يونغلي                         | 0.137   | 42.82 | Q       |
| 4       | 8      | بولندا           | ماريكا بوبوفيتش-دربالا، كلاوديا أدامك، بولينا بالوش، بيا سكرزيسوفسكا     | 0.156   | 43.09 | SB      |
| 5       | 2      | البرازيل         | برونا فارياس، أنا كلاوديا ليموس، فيتوريا كريستينا روزا، روزانجيلا سانتوس | 0.128   | 43.15 | SB      |
| 6       | 4      | نيجيريا          | أولواتوبيلوبا أموسان، نزوبتشي جريس نوكوتشا، باتينس أوكون جورج، إيسي بروم | 0.164   | 43.25 |         |
| 7       | 5      | الدنمارك         | ماتيلد كرامر، أستريد غلينر-فراندسن، إيما بيتر بوم، إيدا كارستوفت         | 0.157   | 43.51 | NR      |
| 8       | 9      | ترينيداد وتوباغو | خليفة سانت فورت، ميشيل-لي آيي، كاي سيلفون، كيلي آن بابتيست               | 0.196   | 43.62 | SB      |

### النهائي
بتسجيل رقم قياسي وطني، فازت جامايكا بالميدالية الذهبية بأسرع ثالث وقت في التاريخ.
| الترتيب | الحارة | البلد            | المتنافسات                                                           | التفاعل | الوقت | ملاحظات |
| ------- | ------ | ---------------- | -------------------------------------------------------------------- | ------- | ----- | ------- |
| الأول   | 8      | جامايكا          | برينا وليامز، إلين ثومبسون، شيلي آن فريزر، شيريكا جاكسون             | 0.188   | 41.02 | NR      |
| الثاني  | 6      | الولايات المتحدة | جافياني أوليفر، تينا دانيلز، جينا برانديني، غابرييل توماس            | 0.132   | 41.45 | SB      |
| الثالث  | 5      | بريطانيا العظمى  | أشا فيليب، إيماني لارا لانسيكو، دينا آشر سميث، داريل نيتا            | 0.121   | 41.88 |         |
| 4       | 7      | سويسرا           | ريكاردا ديتيش، أيلا ديل بونتي، موجينجا كامبوندجي، سالومي كورا        | 0.166   | 42.08 |         |
| 5       | 4      | ألمانيا          | ريبيكا هاس، ألكساندرا بورغهارت، تاتيانا بينتو (عداء)، جينا لوكنكيمبر | 0.196   | 42.12 |         |
| 6       | 9      | الصين            | ليانغ شياوجينغ، جي مانكي، هوانغ غويفن، وي يونغلي                     | 0.160   | 42.71 | SB      |
| 7       | 3      | فرنسا            | كارول زاهي، أورلان أومبيسا-دزانغي، جيميم جوزيف، سينثيا ليدوك         | 0.146   | 42.89 |         |
|         | 2      | هولندا           | نادين فيسر، دافني شيبرز، ماريه فان هونينستين، نايومي سيدني           | 0.148   | DNF   |         |